# La Torre Blanca (Sant Cugat del Vallès)
La Torre Blanca és un edifici del municipi de Sant Cugat del Vallès (Vallès Occidental) que forma part de l'Inventari del Patrimoni Arquitectònic de Catalunya.

## Descripció
És una masia tradicional de notables dimensions, avui molt desfigurada per les construccions que constitueixen una bòvila pròxima. De planta rectangular, té planta baixa, primer i segon pis. La coberta és a dues aigües. Destaca el portal rodó amb dovelles de pedra. Hi ha un cos central afegit posteriorment. Guarda unes proporcions harmonioses.